# Lákka (ort i Grekland, Joniska öarna)
Lákka är en ort i Grekland.   Den ligger i prefekturen Nomós Kerkýras och regionen Joniska öarna, i den västra delen av landet, 300 km väster om huvudstaden Aten. Lákka ligger 1 meter över havet och antalet invånare är 116. Den ligger på ön Paxós.
Terrängen runt Lákka är huvudsakligen kuperad, men österut är den platt. Havet är nära Lákka åt nordväst.  Närmaste större samhälle är Gáïos, 5,9 km sydost om Lákka. 